# Andrée Joly
Andrée Joly (n. 16 septembrie 1901, Paris, Île-de-France, Franța – d. 30 martie 1993, Boyne City⁠(d), Michigan, SUA) a fost o patinatoare artistică ce a reprezentat Franța, medaliată olimpică. A participat la 3 ediții ale Jocurilor Olimpice (1924, 1928, 1932) în care a câștigat două medalii de aur și o medalie de bronz.